# Bozeman
Bozeman es una ciudad y la sede del condado de Gallatin, situado en el estado de Montana (Estados Unidos). Ubicada en el suroeste del estado, registró en el censo de 2020 una población de 53 293 habitantes, lo que la convierte en la cuarta ciudad más grande de Montana. Es la ciudad principal del área estadística de Bozeman, MT Micropolitan, que consiste en todo el condado de Gallatin con una población de 114 434 habitantes. Debido a la rápida tasa de crecimiento, se espera que Bozeman se convierta en la cuarta área metropolitana de Montana. Es el Área Estadística Micropolitana más grande de Montana, el área estadística micropolitana de más rápido crecimiento en Estados Unidos en 2018, 2019 y 2020, así como la tercera más grande de todas las áreas estadísticas de Montana.
La ciudad lleva el nombre de John M. Bozeman, quien fundó Bozeman Trail y fue a su vez uno de los fundadores de la ciudad en agosto de 1864. La ciudad se incorporó en abril de 1883 con una forma de gobierno del consejo de la ciudad, y en enero de 1922 pasó a su forma de gobierno actual de administrador de la ciudad y comisión de la ciudad. Bozeman fue elegida All-America City a en 2001 por la Liga Cívica Nacional.
Bozeman es la sede de la Universidad Estatal de Montana. El periódico local es el Bozeman Daily Chronicle. Y cuenta con un aeropuerto, el Aeropuerto Internacional Bozeman Yellowstone.

## Historia

### Historia temprana
Durante miles de años, pueblos nativos como los shoshone, nez percé, pies negros, flathead, crow y sioux viajaron por la zona, llamada el "Valle de las Flores". El Valle de Gallatin, en el que Bozeman se encuentra, estaba sin embargo en su mayor parte dentro del territorio de los crow.

### sigloXIX

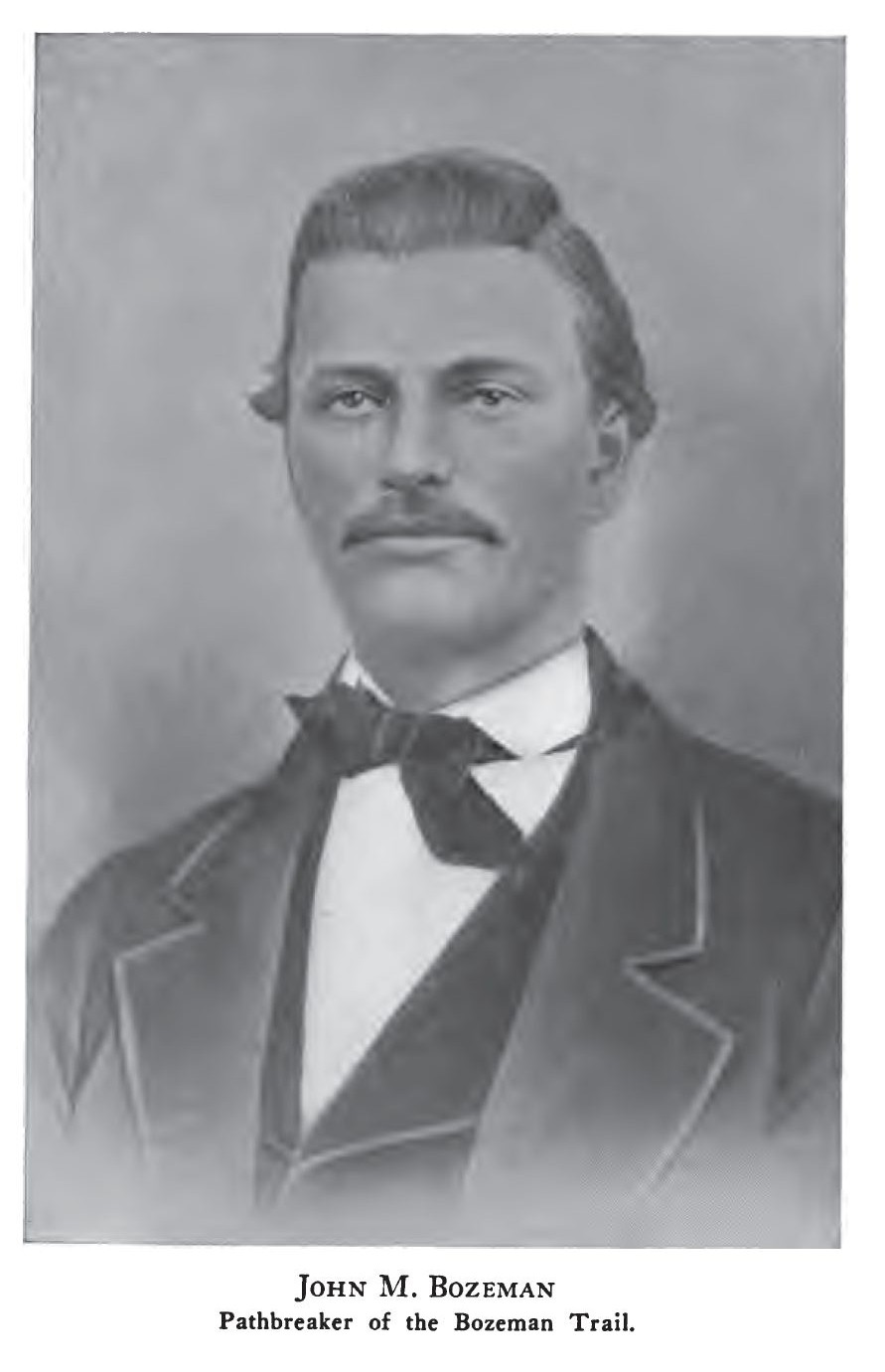
John Bozeman

William Clark visitó el área en julio de 1806 mientras viajaba hacia el este desde Three Forks a lo largo del río Gallatin. El grupo acampó 5 km al oriente de lo que hoy es Bozeman, en la desembocadura del Kelly Canyon. Las entradas del diario de la fiesta de Clark describen brevemente la ubicación de la ciudad futura.
En 1863, John Bozeman, junto con un socio llamado John Jacobs, abrió Bozeman Trail, un nuevo sendero al norte de la senda de Oregón conduce a la ciudad minera de Virginia City a través del Valle Gallatin y la futura ubicación de la ciudad de Bozeman.
John Bozeman, con Daniel Rouse y William Beall, planificaron la ciudad en agosto de 1864, declarando "de pie justo en la puerta de las montañas listos para tragarse todos los tiernos pies que llegarían al territorio desde el este, con sus vellones dorados que cuidar de." La Guerra de Red Cloud cerró el Bozeman Trail en 1868, pero la tierra fértil de la ciudad todavía atraía a colonos permanentes.
En 1866, Nelson Story, un exitoso minero de oro de Virginia City, Montana, originario de Ohio, entró en el negocio del ganado. Story desafió el hostil Bozeman Trail para conducir con éxito unas 1000 cabezas de ganado de cuernos largos hacia Paradise Valley, al oriente de Bozeman. Eludiendo al ejército de Estados Unidos, que intentó hacer retroceder a Story para proteger el camino de los indios hostiles, el ganado de Story formó uno de los primeros rebaños importantes en la industria ganadera de Montana. Story estableció un rancho considerable en Paradise Valley y posesiones en Gallatin Valley. Más tarde donó tierras al estado para la construcción de la Universidad Estatal de Montana.
Fort Ellis fue fundada en 1867 por el Capitán R. S. LaMotte y dos compañías de la 2.a Caballería, después del asesinato de John Bozeman cerca de la desembocadura de Mission Creek en el río Yellowstone, y una considerable perturbación política en la zona llevó colonos y mineros locales a sentir una necesidad de mayor protección. El fuerte, llamado así por el coronel Augustus Van Horne Ellis, víctima de la Batalla de Gettysburg, fue dado de baja en 1886 y quedan pocos restos en el sitio real, ahora ocupado por la Estación Experimental Fort Ellis de la Universidad Estatal de Montana. Además de Fort Ellis, un fuerte de corta duración, Fort Elizabeth Meagher (o simplemente Fort Meagher), fue establecido en 1867 por milicianos voluntarios. Este estaba ubicado a 13 km al este de la ciudad en Rocky Creek.

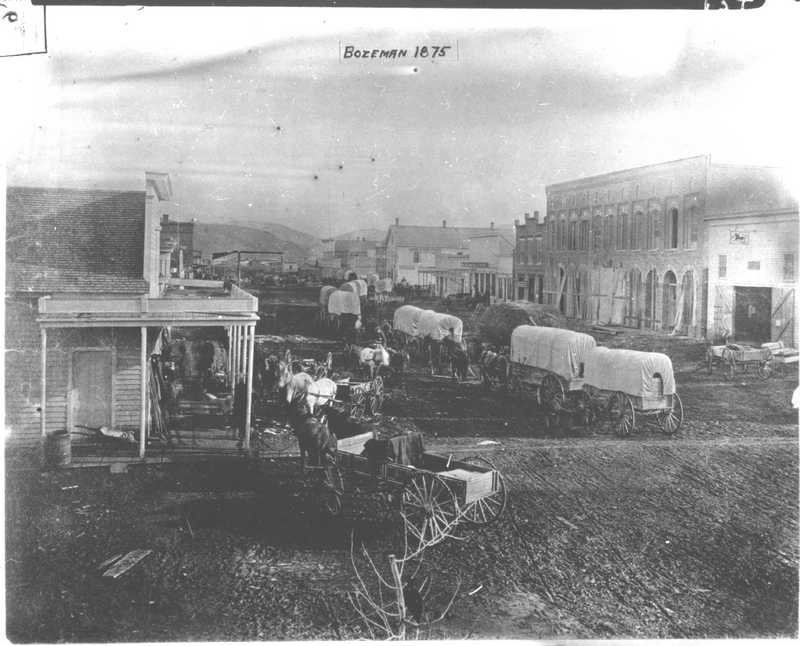
Main Street en Bozeman, 1875

El primer número del semanario Avant Courier, precursor del Bozeman Chronicle de hoy, se publicó en Bozeman el 13 de septiembre de 1871
El cementerio principal de Bozeman, Sunset Hills Cemetery, fue cedido a la ciudad en 1872 cuando el abogado y filántropo inglés William Henry Blackmore compró la tierra después de que su esposa Mary Blackmore murió de neumonía en Bozeman en julio de 1872.
La primera biblioteca en Bozeman fue formada por la Asociación de Bibliotecas de Hombres Jóvenes en una habitación encima de una farmacia en 1872. Más tarde se trasladó a la oficina del alcalde y fue asumida por la ciudad en 1890. La primera reunión de Grange en el territorio de Montana se celebró en Bozeman en 1873. El Ferrocarril del Pacífico Norte llegó a Bozeman desde el este en 1883. En 1900, la población de Bozeman alcanzó los 3500 habitantes.
En 1892, la Comisión de Peces de los Estados Unidos construyó un criadero de peces en Bridger Creek a la entrada de Bridger Canyon. Este es el cuatro criadero más antiguo de Estados Unidos; en 1966 se convirtió en el criadero nacional de peces Bozeman del Servicio de Pesca y Vida Silvestre de Estados Unidos. El Centro recibe aproximadamente 5000 visitantes al año.
Bozeman fue la sede de las primeras Ligas Menores de Béisbol. En 1892, alineó a un equipo en la Liga Estatal de Montana de nivel Clase B. En 1909, los Bozeman Irrigators jugaron como miembros de la Liga Inter-Mountain de nivel Clase D. Ambas ligas se disolvieron.
La Universidad Estatal de Montana se creó en 1893 como la Universidad de concesión de Tierras del Estado, luego se llamó la Universidad Agrícola del Estado de Montana. En la década de 1920 se conocía como Montana State College y en 1965 se convirtió en Montana State University.

### sigloXX
La primera escuela secundaria de Bozeman, Gallatin Valley High School, se construyó en West Main Street en 1902. Más tarde conocida como Escuela Willson, llamada así por el notable arquitecto de Bozeman Fred Fielding Willson, hijo de Lester S. Willson, el edificio aún se mantiene en pie y funciona como oficinas administrativas para el Distrito Escolar de Bozeman.
A principios del siglo XX, más de 69 km² del Valle de Gallatin se sembraron en guisantes comestibles cosechados tanto para enlatado como para semilla. En la década de 1920, las conserveras en el área de Bozeman eran productores importantes de guisantes enlatados, y en un momento Bozeman produjo aproximadamente el 75 % de todos los guisantes de semilla en Estados Unidos. El área alguna vez fue conocida como la "capital de la nación de los guisantes dulces" en referencia a la prolífica cosecha de guisantes comestibles. Para promover el área y celebrar su prosperidad, los dueños de negocios locales comenzaron un "Carnaval de los guisantes dulces" que incluyó un desfile y un concurso de reinas. El evento anual duró desde 1906 hasta 1916. Los promotores utilizaron la flor de guisante de olor no comestible pero fragante y colorida como un emblema de la celebración. En 1977, el concepto "Sweet Pea" fue revivido como un festival de arte en lugar de una celebración de la cosecha, convirtiéndose en un evento de tres días que es uno de los festivales más grandes de Montana.
El primer edificio federal y la oficina de correos se construyó en 1915. Muchos años después, mientras estaba vacío, fue un lugar de rodaje, junto con el centro de Bozeman, en A River Runs Through It (1992) de Robert Redford, protagonizada por Brad Pitt. Ahora es utilizado por, una organización comunitaria.
La zona de esquí de Bridger Bowl funciona como una organización 501(c) por la Asociación Bridger Bowl, y está situado en la cara noreste de las montañas Bridger, utilizando estatal y federal tierra. Bridger Bowl fue la primera zona de esquí de Bozeman y se abrió al público en 1955. En 1973, el presentador de noticias Chet Huntley creó la estación de esquí Big Sky frente a Gallatin Canyon 64 km sur de Bozeman. El complejo ha crecido considerablemente desde 1973 hasta convertirse en una comunidad residencial y un importante destino turístico de invierno.
En 1986, los 24 ha sitio de Idaho Pole Co. en Rouse Avenue, fue designado sitio Superfund y colocado en la Lista de prioridades nacionales. Idaho Pole trató productos de madera con creosota y pentaclorofenol en el sitio entre 1945 y 1997.
El Museo de las Rocosas fue creado en 1957 como un regalo de la médica de Butte, Caroline McGill, y es parte de la Universidad Estatal de Montana y una institución afiliada al Smithsonian. Es el principal museo de historia natural y cultural de Montana y alberga exhibiciones permanentes sobre dinosaurios, geología e historia de Montana, así como un planetario y una granja de historia viva. El paleontólogo Jack Horner fue el primer curador de paleontología del museo y trajo la atención nacional al museo por sus descubrimientos de fósiles en la década de 1980.
Bozeman recibe una afluencia constante de nuevos residentes y visitantes, en parte debido a sus abundantes actividades recreativas como pesca con mosca, caminatas, kayak en aguas bravas y escalada de montañas. Además, Bozeman es una comunidad de entrada a través de la cual los visitantes pasan en el camino hacia el parque nacional Yellowstone y su abundante vida silvestre y características termales. La exhibición de paisajes espectaculares y el estilo de vida occidental que recibió el área de películas ambientadas en las cercanías, como A River Runs Through It y The Horse Whisperer, también han servido para atraer a la gente a la zona.

### sigloXXI

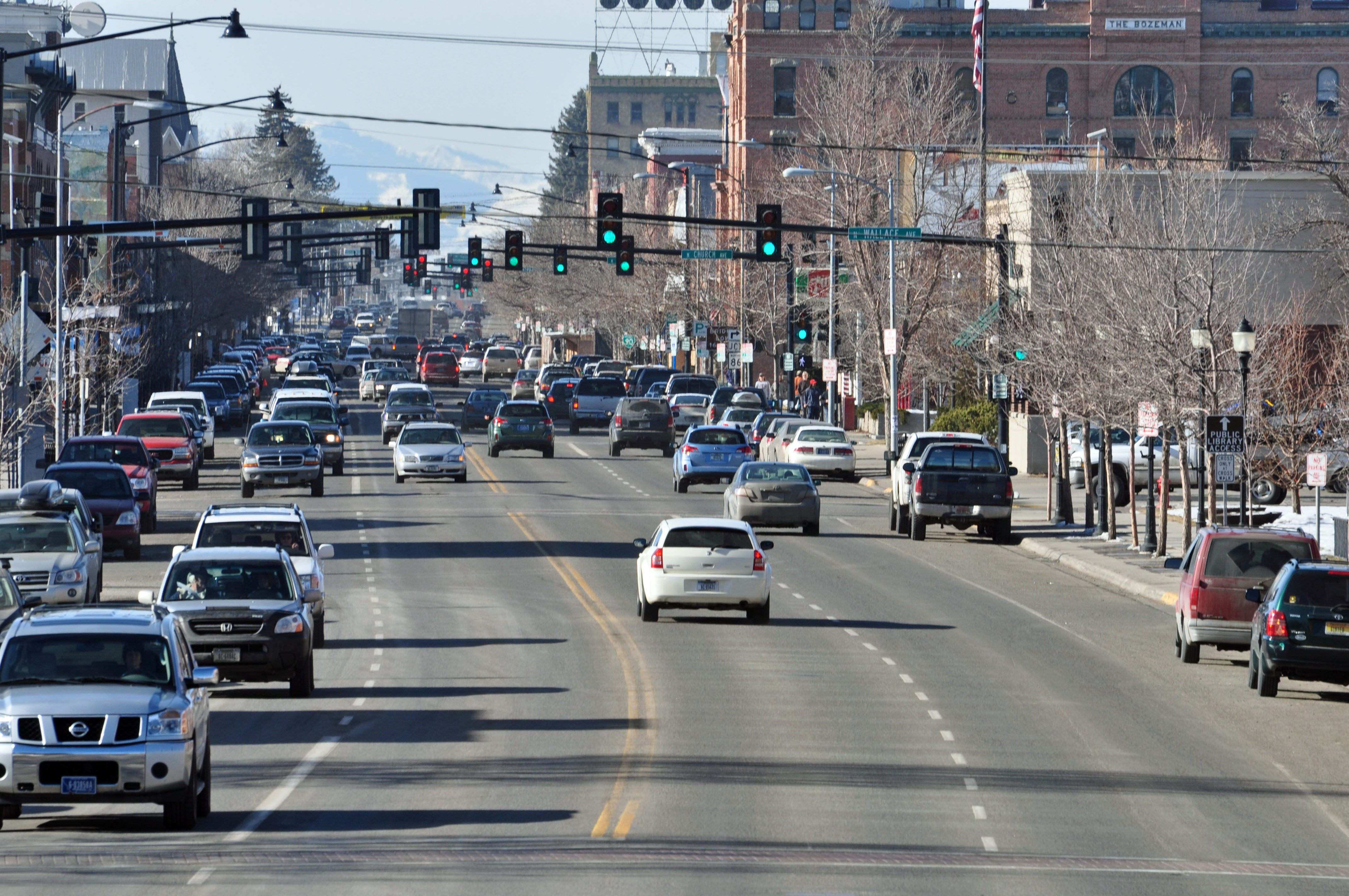
Calle principal de Bozeman, 2011

En los últimos cuarenta años, Bozeman ha pasado de ser la sexta a la cuarta ciudad más grande de Montana. El área atrae a nuevos residentes debido a la calidad de vida, el paisaje y la recreación cercana. En agosto de 2010 fue seleccionada por la revista Outside como el mejor lugar para en el oeste para esquiar.
El crecimiento en el Valle de Gallatin llevó a la Autoridad del Aeropuerto de Gallatin en 2009 a expandir el Aeropuerto de Campo de Gallatin con dos nuevas puertas, un área de inspección de pasajeros ampliada y un tercer carrusel de equipaje. Posteriormente, Gallatin Field pasó a llamarse Aeropuerto Internacional Bozeman Yellowstone. Bozeman ha sido una de las ciudades de más rápido crecimiento de Montana desde 1990 hasta el nuevo milenio. A una tasa del tres por ciento, Bozeman podría superar a Great Falls como la tercera ciudad más grande de Montana para 2025.

## Geografía y clima
Bozeman se encuentra a una altura de 1470 m. Las Montañas Bridger están al norte-noreste, las Montañas Tobacco Root al oeste-suroeste, las Montañas Big Belt y las Colinas Horseshoe al noroeste, los Picos Hialitas del norte de la Cordillera Gallatin al sur y los Spanish Peaks del norte de Madison Range al sursudoeste. Bozeman está al este de la división continental y la Interestatal 90 atraviesa la ciudad. Son 135 km este de Butte, 201 km oeste de Billings, y 150 km norte del parque nacional de Yellowstone.
Según la Oficina del Censo de los Estados Unidos, la ciudad tiene una superficie total de 49,6 km², de las cuales 49,52 km² es tierra y 0,08 km² es agua.
Bozeman experimenta un clima continental seco (Köppen Dfb). Bozeman y el área circundante reciben precipitaciones significativamente más altas que gran parte de las partes central y oriental del estado, hasta 610 mm de precipitación anualmente frente a las 8 a 12 pulgadas (200 a 300 mm) común en gran parte de Montana al este de la División Continental. Combinado con suelos fértiles, el crecimiento de las plantas es relativamente exuberante. Sin duda, esto contribuyó al apodo inicial de "Valle de las Flores" y al establecimiento de MSU como la universidad agrícola del estado. Bozeman tiene inviernos fríos y nevados y veranos relativamente cálidos, aunque debido a la altitud, los cambios de temperatura del día a la noche pueden ser significativos. La temperatura más alta jamás registrada en Bozeman fue 40,6 °C el 31 de julio de 1892. La temperatura más baja registrada, −41,7 °C, ocurrido el 8 de febrero de 1936.
A diferencia de la mayor parte del país, Bozeman se ha enfriado con los nuevos valores normales de 1991-2020. Los máximos promedio cayeron en 0,72 °C, especialmente en primavera y verano. También se ha vuelto más húmedo y nevado.
En 2019, Bozeman experimentó temperaturas inusualmente cálidas y secas durante el mes de diciembre. El campus de la Universidad Estatal de Montana informó un promedio diario de 0,20 pulgadas de precipitación durante el mes, una de las cifras más bajas observadas en más de 120 años. La Universidad Estatal de Montana también registró poco más de 7,6 cm de nieve durante diciembre, la segunda nevada más baja jamás registrada. Además, las temperaturas máximas fueron 2 grados más cálidas y las temperaturas más bajas fueron 6 grados por encima de los estándares típicos en diciembre anteriores.

## Demografía
Según el censo de 2010, había 37 280 personas residiendo en Bozeman. La densidad de población era de 751,8 hab./km². De los 37 280 habitantes, Bozeman estaba compuesto por el 93.64% blancos, el 0.47 % eran afroamericanos, el 1.11 % eran amerindios, el 1.92 % eran asiáticos, el 0.1 % eran isleños del Pacífico, el 0.68 % eran de otras razas y el 2.08 % pertenecían a dos o más razas. Del total de la población el 2.94 % eran hispanos o latinos de cualquier raza.

## Personas relacionadas con Bozeman
- John Baden, economista
- Brannon Braga, escritor y productor de Star Trek
- Gary Cooper, actor
- Peter Fonda, cineasta
- Jack Horner, paleontólogo citado en la película Jurassic Park.
- Stan Jones, senador de los Estados Unidos
- Dale W. Jorgenson, profesor y economista
- Christopher Parkening, músico
- Robert M. Pirsig, docente de retórica inglesa
- David Quammen, columnista del Outside magazine, y autor.
- Red Cloud, un prominente jefe de la tribu Oglala Sioux
- Julia Thorne, escritora
- Ted Turner, empresario
- Sarah Vowell, autora y actriz
- Dave Walker, músico.
- Marg Helgenberger, actor
- Anna Belknap, actriz

## Sitios de interés
- Arboretum y Jardines de Montana
- Museo de las Rocosas
- Children's Museum of Bozeman
- Bridger Bowl Ski Area
- Yellowstone National Park
- Universidad Estatal de Montana
- American Computer Museum
- Big Sky Resort
- Moonlight Basin
- Pioneer Museum of Bozeman